# Liste des évêques d'Obuasi
Liste des évêques d'Obuasi
(Dioecesis Obuasiensis)
L'évêché d'Obuasi est créé le 3 mars 1995, par détachement de celui de Kumasi.

## Sont évêques
- 3 mars 1995-26 mars 2008 : Thomas Mensah (Thomas Kwaku Mensah)
- 26 mars 2008-15 mai 2012 : Gabriel Yaw Anokye (Gabriel Justice Yaw Anokye)
- depuis le 15 mai 2012 : siège vacant

## Sources
- L'ANNUAIRE PONTIFICAL, sur le site http://www.catholic-hierarchy.org, à la page